# 274-й квартал (Кременчук)
274-й квартал — житловий квартал у місті Кременчук. Розташований між Великою Кохнівкою на півночі та сході та Нагірною частиною на півдні. Забудова як багатоповерхова так приватна одноповерхова. Має протяжність зі сходу на захід близько 250 метрів, з півдня на північ близько 350 метрів.

## Розташування
Квартал розташований в Автозаводському районі. Межую є Великою Кохнівкою на півночі та сході та Нагірною частиною на півдні.
Обмежений проспектом Лесі Українки на заході, Полтавським проспектом на півдні, вулицею Вершигори на сході та вулицею Андрія Ковальова на півночі.
Поруч з кварталом протікає річка Сухий Кагамлик

## Будівлі та об'єкти
- Буд. № 3 — відділення Ощадбанку
- Буд. № 7 — дошкільний навчальний заклад № 73[1]